# 100 mètres féminin aux Jeux olympiques d'été de 2004 (athlétisme)
Navigation
Sydney 2000 Pékin 2008
L'épreuve du 100 mètres féminin aux Jeux olympiques de 2004 s'est déroulée les 20 et 21 août 2004 au Stade olympique d'Athènes, en Grèce. Elle est remportée par la Biélorusse Yulia Nestsiarenka.

## Faits marquants
63 concurrentes représentant 52 nations participent à l'épreuve.
Le seul temps des séries sous les 11 s est à créditer à la Biélorusse Yulia Nestsiarenka, qui améliore le record national avec 10 s 94. Elle remporte aussi son quart de finale, à l'instar de Christine Arron, Lauryn Williams et Sherone Simpson.
En demi-finale, Nestsiarenka porte son record à 10 s 92, devant Veronica Campbell en 10 s 93, tandis qu'Arron, l'une des favorites, et l'ancienne championne Gail Devers sont éliminées. L'autre série est remportée par Williams, et Merlene Ottey, qui à 44 ans concourt pour la Slovénie, est éliminée de justesse.
En finale, le meilleur départ est à l'actif de la Bulgare Ivet Lalova. Lauryn Williams prend ensuite le commandement jusqu'aux 80 m, où Nestsiarenka prend l'avantage. C'est la première sprinteuse à courir les quatre tours sous les 11 s. Campbell prend la troisième place.

## Résultats

### Finale
| Rang               | Athlète            | Pays        | Temps   | Réaction | Note |
| ------------------ | ------------------ | ----------- | ------- | -------- | ---- |
| Médaille d'or      | Yulia Nestsiarenka | Biélorussie | 10 s 93 | 0 s 186  |      |
| Médaille d'argent  | Lauryn Williams    | États-Unis  | 10 s 96 | 0 s 212  | PB   |
| Médaille de bronze | Veronica Campbell  | Jamaïque    | 10 s 97 | 0 s 199  |      |
| 4                  | Ivet Lalova        | Bulgarie    | 11 s 00 | 0 s 154  |      |
| 5                  | Aleen Bailey       | Jamaïque    | 11 s 05 | 0 s 208  |      |
| 6                  | Sherone Simpson    | Jamaïque    | 11 s 07 | 0 s 164  |      |
| 7                  | Debbie Ferguson    | Bahamas     | 11 s 16 | 0 s 177  |      |
| 8                  | LaTasha Colander   | États-Unis  | 11 s 18 | 0 s 183  |      |

### Demi-finales
Les quatre premières de chaque demi-finale se qualifient pour la finale.

#### Série 1
| Rang | Athlète            | Pays            | Temps   | Note  |
| ---- | ------------------ | --------------- | ------- | ----- |
| 1    | Yulia Nestsiarenka | Biélorussie     | 10 s 92 | Q, NR |
| 2    | Veronica Campbell  | Jamaïque        | 10 s 93 | Q     |
| 3    | Ivet Lalova        | Bulgarie        | 11 s 04 | Q     |
| 4    | Debbie Ferguson    | Bahamas         | 11 s 04 | Q     |
| 5    | Abi Oyepitan       | Grande-Bretagne | 11 s 18 |       |
| 6    | Christine Arron    | France          | 11 s 21 |       |
| 7    | Gail Devers        | États-Unis      | 11 s 22 |       |
| 8    | Yuliya Tabakova    | Russie          | 11 s 25 |       |

#### Série 2
| Rang | Athlète                  | Pays        | Temps   | Note |
| ---- | ------------------------ | ----------- | ------- | ---- |
| 1    | Lauryn Williams          | États-Unis  | 11 s 01 | Q    |
| 2    | Sherone Simpson          | Jamaïque    | 11 s 03 | Q    |
| 3    | Aleen Bailey             | Jamaïque    | 11 s 13 | Q    |
| 4    | LaTasha Colander         | États-Unis  | 11 s 18 | Q    |
| 5    | Merlene Ottey            | Slovénie    | 11 s 21 |      |
| 6    | Kim Gevaert              | Belgique    | 11 s 40 |      |
| 7    | Lyubov Perepelova        | Ouzbékistan | 11 s 40 |      |
| –    | Zhanna Pintusevich-Block | Ukraine     | DQ      |      |

### Quarts de finale
Les trois premières de chaque quart de finale passent en demi-finale, ainsi que les quatre meilleurs temps.

#### 1erquart de finale
| Rang | Athlète           | Pays                        | Temps   | Note |
| ---- | ----------------- | --------------------------- | ------- | ---- |
| 1    | Christine Arron   | France                      | 11 s 10 | Q    |
| 2    | Veronica Campbell | Jamaïque                    | 11 s 18 | Q    |
| 3    | Abi Oyepitan      | Grande-Bretagne             | 11 s 28 | Q    |
| 4    | Gail Devers       | États-Unis                  | 11 s 31 | q    |
| 5    | Irina Khabarova   | Russie                      | 11 s 32 |      |
| 6    | LaVerne Jones     | Îles Vierges des États-Unis | 11 s 44 |      |
| 7    | Chandra Sturrup   | Bahamas                     | 11 s 46 |      |
| 8    | Delphine Atangana | Cameroun                    | 11 s 60 |      |

#### 2equart de finale
| Rang | Athlète                  | Pays        | Temps   | Note |
| ---- | ------------------------ | ----------- | ------- | ---- |
| 1    | Lauryn Williams          | États-Unis  | 11 s 03 | Q    |
| 2    | Ivet Lalova              | Bulgarie    | 11 s 09 | Q    |
| 3    | Debbie Ferguson          | Bahamas     | 11 s 16 | Q    |
| 4    | Lyubov Perepelova        | Ouzbékistan | 11 s 26 | q    |
| 5    | Véronique Mang           | France      | 11 s 39 |      |
| 6    | Bettina Müller           | Autriche    | 11 s 50 |      |
| 7    | Karin Mayr-Krifka        | Autriche    | 11 s 55 |      |
| –    | Zhanna Pintusevich-Block | Ukraine     | DQ      |      |

#### 3equart de finale
| Rang | Athlète         | Pays              | Temps   | Note |
| ---- | --------------- | ----------------- | ------- | ---- |
| 1    | Sherone Simpson | Jamaïque          | 11 s 09 | Q    |
| 2    | Aleen Bailey    | Jamaïque          | 11 s 12 | Q    |
| 3    | Merlene Ottey   | Slovénie          | 11 s 24 | Q    |
| 4    | Larisa Kruglova | Russie            | 11 s 36 |      |
| 5    | Mercy Nku       | Nigeria           | 11 s 39 |      |
| 6    | Liliana Allen   | Mexique           | 11 s 52 |      |
| 7    | Fana Ashby      | Trinité-et-Tobago | 11 s 54 |      |
| –    | Vida Anim       | Ghana             | DNF     |      |

#### 4equart de finale
| Rang | Athlète            | Pays                            | Temps   | Note |
| ---- | ------------------ | ------------------------------- | ------- | ---- |
| 1    | Yulia Nestsiarenka | Biélorussie                     | 10 s 99 | Q    |
| 2    | Kim Gevaert        | Belgique                        | 11 s 17 | Q    |
| 3    | LaTasha Colander   | États-Unis                      | 11 s 20 | Q    |
| 4    | Yuliya Tabakova    | Russie                          | 11 s 25 | q    |
| 5    | Endurance Ojokolo  | Nigeria                         | 11 s 35 |      |
| 6    | Guzel Khubbieva    | Ouzbékistan                     | 11 s 35 |      |
| 7    | Rosemar Coelho     | Brésil                          | 11 s 45 |      |
| –    | Natasha Mayers     | Saint-Vincent-et-les-Grenadines | DNS     |      |

## Légende
Records et Performances
- AR : Record continental (area record)
- CR : Record des championnats (championship record)
- MR : Record du meeting (meet record)
- NR : Record national (national record)
- OR : Record olympique (olympic record)
- PR : Record paralympique (paralympic record)
- PB : Record personnel (personal best)
- SB : Meilleure performance personnelle de la saison (season's best)
- WL : Meilleure performance mondiale de l'année (world leader)
- WJR : Record du monde junior (world junior record)
- WR : Record du monde (world record)

Circonstances et Conditions
- DNF : N'a pas terminé (did not finish)
- DNS : N'a pas pris le départ (did not start)
- DQ : Disqualification (disqualification)
- NM : Aucun essai valable enregistré (No Mark)
- Q : Qualifié « directement » au prochain tour (ou à la prochaine compétition), lors d'une compétition majeure, grâce au classement ou à la réalisation des minima (automatic qualifier)
- q : Qualifié au prochain tour (ou à la prochaine compétition), lors d'une compétition majeure, grâce au repêchage ou à la réalisation de l'une des meilleures performances parmi celles des « non qualifiés directement » (grâce au meilleur temps ou à la meilleure distance par exemple) (secondary qualifier)